# Soursk
Soursk (en russe : Сурск) est une ville de l'oblast de Penza, en Russie. Sa population s'élevait à 6 974 habitants en 2013.

## Géographie
Soursk est située sur la rive gauche de la rivière Soura, à 47 km au sud-est de Penza.

## Administration
Soursk fait partie du raïon de Gorodichtche.

## Histoire
L'origine de la ville remonte à la fondation du village de Nikolski Khoutor en 1860, qui se sépare du village de Nikolskoïe. En 1928, il accède au statut de commune urbaine et en 1953 à celui de ville et reçoit le nom de Soursk, tiré de la rivière Soura.

## Population
Recensements (*) ou estimations de la population
| 1897* | 1926* | 1931  | 1939* | 1959*  | 1970*  |
| ----- | ----- | ----- | ----- | ------ | ------ |
| 826   | 3 566 | 4 600 | 7 222 | 11 608 | 10 036 |

| 1979* | 1989* | 2002* | 2010* | 2012  | 2013  |
| ----- | ----- | ----- | ----- | ----- | ----- |
| 9 839 | 9 920 | 7 981 | 7 032 | 7 080 | 6 974 |

## Transports
Soursk est desservie par le chemin de fer : gare « Asseïevskaïa » sur la ligne Riajsk – Penza – Syzran.